# 白色芬兰
白色芬蘭（芬蘭語：Valkoiset），是指在芬蘭內戰期间反对芬兰社会主义工人共和国的政治勢力。

## 背景
白色芬蘭没有明确的政治目标，基本上以反對共产主义勢力統治芬蘭為主。白色芬蘭的临时国家元首是当时的参议院主席佩尔·埃温德·斯温胡武德，其军队由卡尔·古斯塔夫·埃米尔·曼纳海姆指挥。 
而在1914年至1917年间，有大量芬蘭人秘密前往德国接受军事训练，不少人經歷過第一次世界大战，并在芬蘭内战前夕返回。當時這批前往德國訓練的芬蘭人被稱之為“獵兵”。他们还获得了德意志帝國的军事支持。“獵兵”在芬蘭內戰中選擇支持白色芬蘭，並逐漸形成親白色芬蘭的武裝組織白衛隊。

## 發展
芬蘭內戰期間，白色芬兰與駐守在瓦爾考斯的紅軍展開激戰。在白色芬兰占领了瓦爾考斯周邊地区之后，駐守在瓦爾考斯的1200名红军最終投降。这场战斗是芬蘭内战的转折点之一，因为此後白色芬蘭控制了芬兰的北部地区。白色芬兰的成功归功于他們有更好的装备，良好的组织以及內部团结一致。
到1918年2月，白色芬蘭已經推進到波里、坦佩雷、拉赫蒂、拉彭兰塔和维堡等城市北部地区，而這些城市南部地區依然被紅軍控制。在德國將領吕迪格·冯·德·戈尔茨協助下，白色芬蘭占领了赫尔辛基和坦佩雷，最终紅軍于4月逃往苏俄，白色芬蘭占领了整个芬兰领土。1919年頒布的芬兰宪法奠定了芬兰共和国，1920年芬兰与俄罗斯簽署《塔尔图条约》。現在的芬兰共和国實際上是白色芬兰的繼承者。